# Natalia Kałucká
Natalia Kałucká (* 25. prosince 2001 Tarnów) je polská reprezentantka ve sportovním lezení. Specializuje se na lezení na rychlost, její osobní rekord je 6,45 s. Je členkou klubu AZS AT Tarnów.
Roku 2017 se stala juniorskou mistryní Polska. Na Letních olympijských hrách mládeže 2018 obsadila v kombinaci osmé místo. Vyhrála lezení na rychlost na mistrovství světa ve sportovním lezení 2021. V roce 2022 byla druhá na Světových hrách a třetí na mistrovství Evropy ve sportovním lezení i na akademickém mistrovství světa. Na domácích Evropských hrách 2023 získala v rychlostním závodě zlatou medaili. Téhož roku vyhrála svůj první závod Světového poháru.
Jejím dvojčetem je lezkyně Aleksandra Kałucká. Narodily se předčasně, což se u nich projevilo na omezené schopnosti vidění.